# Gobernador de Gagaúzia
El Gobernador de Gagaúzia (en gagauzo: bașcan) es el máximo dignatario político de la región autónoma de Gagaúzia, en Moldavia.

## Gobernadores de Gagaúzia
| Nombre                                   | Desde                    | Hasta                    |
| ---------------------------------------- | ------------------------ | ------------------------ |
| Gheorghe Tabunşcic                       | 19 de junio de 1995      | 24 de septiembre de 1999 |
| Dumitru Croitor                          | 24 de septiembre de 1999 | 21 de junio de 2002      |
| Valeri Ianioglo                          | 21 de junio de 2002      | 10 de julio de 2002      |
| Ivan Kristioglo (interino, en oposición) | 10 de julio de 2002      | 29 de julio de 2002      |
| Gheorghe Mollo (interino)                | 29 de julio de 2002      | 9 de noviembre de 2002   |
| Gheorghe Tabunşcic                       | 9 de noviembre de 2002   | 29 de diciembre de 2006  |
| Mihail Formuzal                          | 29 de diciembre de 2006  | 15 de abril de 2015      |
| Irina Vlah                               | 15 de abril de 2015      | 19 de julio de 2023      |
| Evghenia Guțul                           | 19 de julio de 2023      | presente                 |